# SMS Nassau (1908)
«Нассау» — первый линкор-дредноут Кайзеровских ВМС Германской империи, головной корабль серии дредноутов типа «Нассау».

## Строительство
Был построен как ответ на британский линкор нового типа — «Дредноут». Заложен 22 июля 1907 года в Вильгельмсхафене, спущен на воду 7 марта 1908 года — через 25 месяцев после спуска на воду «Дредноута». «Нассау» являлся головным кораблем класса, к которому также относились линкоры «Позен», «Рейнланд» и «Вестфален».

## Служба
В начале Первой мировой войны находился в Северном море в составе 2-й дивизии 1-й линейной эскадры германского Флота открытого моря.
В августе 1915 года участвовал в битве в Рижском заливе, встречался в бою с российским броненосцем «Слава».
После возвращения в Северное море, «Нассау» и другие корабли его класса участвовали в Ютландском сражении 31 мая — 1 июня 1916 года. Во время боя столкнулся с британским эсминцем «Спитфайр». На корабле было убито 11 человек и 16 получили ранения, оба корабля получили серьёзные повреждения корпуса.
После завершения Первой мировой войны большая часть Флота открытого моря была интернирована в Скапа-Флоу. Будучи наиболее старыми германскими дредноутами, корабли типа «Нассау» некоторое время оставались в немецких портах.
После затопления германского флота в Скапа-Флоу корабли типа «Нассау» были переданы странам-победителям взамен потерянных во время войны. «Нассау» был передан Японии в апреле 1920 года.
Не найдя применения устаревшему кораблю, японцы продали его британской фирме на металлолом, после чего корабль был разобран в Дордрехте, Нидерланды.